# Метенев
Метенев (укр. Метенів) — село в Зборовской городской общине Тернопольского района Тернопольской области Украины.
Код КОАТУУ — 6122684002. Население по переписи 2001 года составляло 119 человек.
До 2020 года входило в Зборовский район.

## Географическое положение
Село Метенев находится на правом берегу реки Главная Стрыпа,
ниже по течению на расстоянии в 1,5 км расположено село Грабковцы.
Рядом проходит железная дорога, станция Плугов в 2-х км.

## История
- 1532 год — дата основания.

## Объекты социальной сферы
- Клуб.